# Wembley Stadium
 Ovo je glavno značenje pojma Wembley Stadium. Za stari stadion Wembley pogledajte Wembley Stadium (1923.).
Wembley Stadium je nogometni stadion u Londonu (Wembley, London Borough of Brent). Stadion je drugi po broju sjedećih mjesta u Europi, odmah iza Camp Noua u Barceloni i prvi po veličini natkriveni stadion na svijetu. Broj sjedećih mjesta varira ovisno o događaju: 90.000 (nogomet i ragbi), 75.000 sjedećih mjesta i 15.000 stojećih (koncert) te 68.400 do 72.000 (atletika).
Stadion je i najskuplji na svijetu do danas, s cijenom gradnje od 798,000.000 £.
Stadion je izgrađen na mjestu "staroga" Wembleya, koji je srušen 2003. Kao datum završetka gradnje stadiona navodi se 9. ožujka 2007. godine, kada su ključevi stadiona predani nogometnom savezu Engleske (eng. The Football Association).
Prvu službenu utakmicu na stadionu odigrale su mlade (U-21) reprezentacije Engleske i Italije, 24. ožujka 2007. godine.